# Carolina Gällstedt-Kronmann
Carolina Sofia Gällstedt-Kronmann, ogift Roosvall, född 23 december 1839 i Visby, död 22 oktober 1902 i Lunds stadsförsamling i Malmöhus län, var en svensk tandläkare.
Gällstedt-Kronmann var den första svenska kvinna som avlade tandläkarexamen. Hon tog tandläkarexamen i Danmark och var sedan verksam i Sverige.  

## Biografi
Carolina Gällstedt-Kronmann växte upp i Visby. Hon gifte sig med en tandläkare Gällstedt, och var sedan verksam som hans assistent i Stockholm. Som änka studerade hon till tandläkare vid universitet i Köpenhamn, där hon avlade tandläkarexamen vid medicinska fakultet 8 februari 1870.  
Vid sin återkomst till Sverige fick hon audiens hos prinsessan Eugénie, som rekommenderade henne till sin mor drottning Josefina: hon dekorerades då med ett guldsmycke, och fick även svensk tandläkarexamen. Hon var från 1873 verksam i Lund och gifte 1874 om sig med tandläkaren Georg Kronmann (1822–1889) från Danmark.
Carolina Gällstedt-Kronmann var den första svenska kvinnan som avlade tandläkarexamen på samma villkor som en man. Före henne hade Amalia Assur och Rosalie Fougelberg dock fått specialtillstånd. Den första svenska kvinna som avlade tandläkarexamen i Sverige på samma villkor som en man var Constance Elbe. 

## Fotnoter
1. ↑  Sveriges Dödbok 1901–2009, DVD-ROM, Version 5.00, Sveriges Släktforskarförbund (2010).